# Національний антропологічний музей (Софія)
Національний антропологічний музей знаходиться у безпосередній близькості від будівлі Міністерства закордонних справ.

## Історія
Музей був створений як частина системи музеїв Болгарської академії наук і під патронажем Інституту експериментальної морфології, патології і антропології з музеєм при Болгарській академії наук.

## Експозиція
У музеї є багато відновлених образів людей, що жили у Болгарії в різні історичні періоди.
Роботи професора Йордана Йорданова, який є єдиним антропологом у Болгарії, працюючому за методологією Герасимова відновлення м'яких тканин на черепі людини. 
В окремій вітрині на початку експозиції представлено етапи подібної реконструкції.
У музеї є спеціальний склеп, де збираються і зберігаються антропологічні матеріали, знайдені в ході археологічних розкопок з території усієї країни. Цією базою даних користуються вчені і дослідники, які вивчають людей, що жили на болгарській землі від старовини до наших днів.
Експозиції в музеї розташовані в хронологічно порядку:
- Доісторичний період,
- Античність,
- Середні віки,
- Болгарське національне відродження.

Відтворений і образ жерця з могили № 43 у Варненському некрополі (де було відкрито найстаріше оброблене золото в Європі).
У музеї є відновлені образи болгарських царів Калояна і Самуїла, також  видатних борців за звільнення Болгарії від османського володарювання Захарія Стоянова, Георгія Раковського й інших.
У музеї є також і декілька реконструкцій могил.

## Ресурси Інтернету
- Институт по експериментална морфология и антропология з музей при БАН (болг.)
- Информация и знимки за Национальний антропологичен музей (болг.)